# Susumu Kitagawa

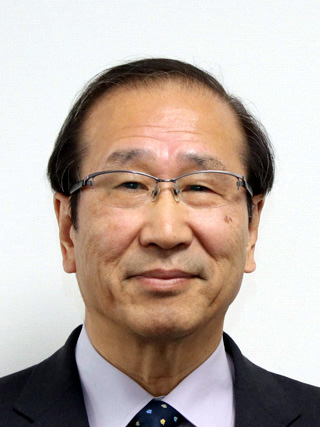
Susumu Kitagawa

Susumu Kitagawa (japanisch 北川 進, Kitagawa Susumu; * 4. Juli 1951) ist ein japanischer Chemiker. Er gilt als international führender Experte für metall-organische Gerüste (MOF).
Kitagawa wurde 1979 an der Universität Kyōto promoviert. Danach war er Assistant Professor, ab 1983 Lecturer und 1988 Associate Professor an der Kinki-Universität. 1992 wurde er Professor für Anorganische Chemie an der Tokyo Metropolitan University und 1998 Professor für Inorganische Funktionale Chemie an der Universität Kyoto. Seit 2007 ist er dort stellvertretender Direktor des Institute for Integrated Cell-Material Sciences.
Sein Fachgebiet ist Komplexchemie, speziell polymere Komplexstrukturen und MOFs. Sein Forschungsgebiet bezeichnet er mit Chemie im Koordinations-Raum.
1986/87 war er Gastwissenschaftler an der Texas A&M University (F. A. Cotton Laboratory) und 1996 Gastprofessor an der City University of New York.
Er erhielt 2008 den Humboldt-Forschungspreis (und war damit an der Ruhr-Universität Bochum), 2009 den Chemical Society of Japan Award und 2003 den Preis der Chemical Society of Japan (CSJ) für Kreative Arbeit. 2010 gehörte er zu den Thomson Reuters Citation Laureates. 2011 erhielt er die Medaille mit Purpurnem Band und er wurde Mitglied des Wissenschaftsrats (Science Council) von Japan. 2018 wurde er Ehrendoktor der Technischen Universität München. 2023 wurde Kitagawa zum auswärtigen Mitglied der Royal Society gewählt.